# Онежский Крестный монастырь
Оне́жский (Ки́йский) Кре́стный монасты́рь — мужской монастырь, расположенный на острове Кий (Онежская губа Белого моря). Основан в 1656 году патриархом Никоном.

## Основание монастыря
В 1639 году иеромонах (будущий патриарх) Никон при побеге из Соловецкого монастыря потерпел бедствие у скал на подходе к устью Онеги, но спасся в бухте Кий-острова.

В мимошедшем 1639-м году мы, будуще Иеромонахом, творихом шествие по морю из скита Анзерскаго и во время то от великаго морскаго волнения едва не потопихомся; но, уповающе на силу Божественнаго Животворящаго Креста, спасение получихом пред Онежским устьем, к пристанищу к Кию острову, и славу воздахом Распеншемуся на Кресте Господу нашему Иисусу Христу о оном избавлении. 

Будуще же тогда на том острове, на воспоминание того своего спасения водрузихом на том месте Святый и Животворящий Крест…

В память о своём спасении Никон по поморскому обычаю установил на острове поклонный крест и дал обет воздвигнуть на этом острове монастырь. Через 13 лет, в 1652 году Никон (в то время уже митрополит Новгородский) был послан в Соловецкий монастырь для перенесения мощей святителя Филиппа в Москву. На обратном пути он снова посетил Кий-остров и в память об этом событии поставил часовню на другом, ближнем к материку конце острова, с крестом внутри неё. Здесь он возобновил свой обет, а в 1656 году, уже будучи патриархом, добился у царя разрешения на основание на Кий-острове монастыря во имя Воздвижения Креста Господня. Официально монастырь основан по грамоте царя Алексея Михайловича, данной 13 июня 1656 года.
Для сбора средств на строительство монастыря Никон обратился к народу. Была собрана огромная для того времени сумма — около 6000 рублей. Строительством первых сооружений на острове с 1656 по 1659 год руководили старцы Нифонт Теребинский и Исаия, а также стольник Василий Поскочин — доверенные лица Никона. Первым деревянным храмом обители стала, вероятно, церковь Воздвижения (опись марта 1657 года), её переосвятили в 1661 году в церковь Собора Святого Архистратига Михаила. Иверская деревянная церковь была построена в 1659 году. В 1660 году Никон сам приехал на Кий-остров и жил здесь, руководя строительством, почти весь год. В частности, здесь он устроил систему сбора пресной воды по образцу палестинских монастырей. 2 сентября 1660 года он лично освятил центральный Крестовоздвиженский собор монастыря. 8 сентября 1660 года он же освятил третью деревянную церковь Всех Святых; она сохранилась по сей день. Впоследствии деревянных храмов уже не возводили, строили только часовни. В конце сентября 1660 года Никон отправился в Москву и на Кий-остров более не возвращался.
Политически новый монастырь задумывался как альтернатива Соловецкому, ставшему одним из старообрядческих центров. В частности, Онежскому Крестному монастырю была передана часть вотчины с крепостными крестьянами, принадлежавшая ранее Соловецкому монастырю. Выдающееся значение монастыря подтверждалось и тем, что с самого начала он был устроен ставропигиальным (патриаршим) и им сразу управляли архимандриты — небывалый случай для того времени.
Наиболее почитаемая реликвия монастыря — «Кийский крест», изготовленный по заказу Никона кипарисовый крест, который должен был быть равен размерами Кресту Господню, и содержащий во внутренних ковчежцах до 300 различных святынь (частицы мощей различных святых, земля из святых мест и так далее). Ныне Кийский крест находится в Москве, в храме преподобного Сергия Радонежского в Крапивниках.
До разорения монастыря большевиками в монастыре хранились также золотые и серебряные священные сосуды — вклад патриарха Никона, его деревянный посох и точёный подсвечник предносный. В монастырской библиотеке хранилось житие патриарха в 250 листов, написанное полууставом его ставрофором Иваном Шушериным.

## Дальнейшая история монастыря
В конце 1730 года в монастырь под строгий надзор было решено сослать лишённого сана и монашества бывшего епископа Воронежского Льва (Юрлова), который был освобожден из заключения на острове лишь после вступления на престол Елизаветы Петровны.
После секуляризации, проведённой Екатериной II, монастырь пришёл в упадок.
В 1756 году на территории монастыря была устроена лесная биржа и таможня для установления торговли лесным материалом с иностранцами. Оба учреждения были упразднены с восстановлением монастыря.
В 1764 году, после секуляризации, монастырская эксплуатация крестьян села Ворзогоры прекратилась, но не полностью. Переданные в государственную казну, они были объявлены «экономическими» и обложены оброком для содержания монастыря на Кий-острове.
9 июля 1854 года во время Крымской войны перенёс разорение от английских войск, высадившихся на Кий-острове. В следующем году здания монастыря пострадали от пожара, однако были вскоре восстановлены.
Монастырь окончательно упразднён в 1922 году.

## Архитектура
В настоящее время на Кий-острове сохранились в разном состоянии:
- Крестовоздвиженский собор (1660)
- Надкладезная церковь Происхождения Честных Древ Животворящего Креста (1660) с пристроенным хозяйственно-келейным корпусом (около 1715)
- Церковь Рождества Богородицы (1689) с колокольней и трапезной
- Правый придел в честь Рождества Христова (1874)
- Левый придел в честь святителя Филиппа митрополита Московского (1869)
- Деревянная церковь Всех Святых, перестроенная в жилое помещение дома отдыха
- Деревянный настоятельский корпус (1871)
- Деревянный братский корпус
- Фрагмент деревянной монастырской ограды

### Крестовоздвиженский собор Крестного монастыря
Построен под руководством патриарха Никона и лично им освящён в 1660 году. Зодчих Никон привозит на Кий-остров по окончании работ в Иверском монастыре на Валдае. Вероятнее всего, главным архитектором и непосредственным руководителем строительства каменных сооружений монастыря стал мастер Аверкий Мокеев.
Нижняя, наиболее нагруженная часть стен сложена из привозного известняка, верхняя, что парадоксально, — из более прочного материала — кирпича вперемешку с гранитными валунами.
Собор представляет собой классический в русской храмовой архитектуре четырёхстолпный трёхапсидный храм с мощным кубом (четвериком) основного объёма. Вероятнее всего, собор строился пятиглавым, но после ряда пожаров и обрушений две малые западные главы не восстанавливались и храм остался трёхглавым. В настоящее время разрушены и прикрыты высокой кровлей основания и двух восточных глав. Центральный восьмерик барабана был световым, со слюдяными, а после стеклянными окнами, но из-за опасности создания при пожаре сильной тяги через световые проёмы барабана, они были заложены кирпичом. Нынешняя высота собора примерно на 2 метра меньше бывшей из-за упрощения конструкции маковки на центральном барабане. Входы были оформлены традиционными многоарочными порталами.
Ныне Крестовоздвиженский собор производит впечатление совершенно отличное от задуманного: собор грузен, мощен и несколько непропорционален. Первоначально же с высокой центральной главой на визуально лёгком световом барабане, окружённом малыми главами и с более плоской кровлей храм выглядел намного гармоничнее и возвышеннее. Большей визуальной высоте храма способствовал значительный наклон боковых апсид к центральной вертикальной оси сооружения.
В интерьере собора значительную часть (до трети площади) отгораживал высокий иконостас (не сохранился). Место храмовой иконы в иконостасе занимал Кийский крест. Росписи стен, по-видимому, отсутствовали, за исключением подкупольной поверхности — «неба» (не сохранилась). На втором уровне собора была сооружена большая галерея хоров. Исследователи полагают, что в центре галереи находилось место для самого патриарха Никона, ставящего себя таким образом над молящимися и ближе к «небу». Большая (до 2 метров) толщина стен позволила сделать внутристеновую (в северной и западной стенах) лестницу на хоры. Далее в северо-западном углу храма узкая винтовая лестница вела на редкую в русской архитектуре подкупольную галерею, предназначенную для обслуживания огромного паникадила, заказанного Никоном для собора.
Позже в северной и южной частях галереи хоров были отделены два небольших придела.
До недавнего времени в соборе работала кинобудка Кийского дома отдыха (сейчас демонтирована). Ныне собор переосвящён, в храме сооружён небольшой иконостас. Регулярных богослужений в соборе не проводится.